# Brotula flaviviridis
Brotula flaviviridis is een straalvinnige vissensoort uit de familie van naaldvissen (Ophidiidae). De wetenschappelijke naam van de soort is voor het eerst geldig gepubliceerd in 2005 door Greenfield.